# Арапска побуна у Палестини (1936—1939)
Арапска побуна у Палестини избила је у априлу 1936. када се шест најзначајнијих арапских вођа ујединило у протесту против масовног досељавања Јевреја на то подручје. Врховни заповедник арапских снага био је муфтија Мохамед Амин ел Хусеини, познат по својем антисемитизму. Током 1930-их, миграције Јевреја у Палестину, тада под британским мандатом, досегнуле су велике размере, 1935. доселило их се 61.000 па су 1936. чинили скоро трећину популације те територије. Од 1929. до 1939., око 250.000 Јавреја је емигрирало у Палестину. Побуна је почела позивом на општи штрајк арапских радника, неплаћање пореза и бојкот јеврејске робе, а главни захтеви били су престанак јеврејске "колонизације", крај продаје земљишта Јеврејима те позив на арапску владу. Немири су убрзо прерасли у насилне окршаје и нападе на Јевреје и Британце. У септембру 1937. избила је нова, још насилнија фаза побуне након што је поверенство Пил препоручило поделу Палестине.
Балфурова деклерација 1917. обећала је Јаврејима државу на подручју Палестине, међутим, британска влада све је мање подупирала јаврејске циљеве како је постајало очито избијање Другог светског рата јер се није хтела замерити Арапима који су лежали на великим залихама нафте у Ираку и Арабији. Британска војска стога је пожурила у разбијању побуне, употребом оштрих казни као што је депортација водитеља арапске побуне, претњом преког суда  и комбинацијом дипломатских напора са владарима Ирака, Арабије, Јордана и Јемена. Ипак, како би ублажили своју строгост, Британци су објавили „Белу хартију” о будућности Палестине: понудили су Арапима пет година контролисане јеврејске миграције а затим наставак досељвања уз арапску консултацију и дозволу, али је арапска скупштина то одбила.
Побуна је заустављена, али је осам година касније прерасла у отворени Арапско-израелски рат формирањем јеврејске државе Израел на половици Палестине. У побуни је погинуло 415 Јевреја, док је на арапској страни забележено око 5.000 мртвих, 15.000 рањених те 5.600 ухапшених.

## Галерија
- Евакуација Јевреја из старог града у Јерусалиму након избијања побуне
- Аутобус са блиндираним прозорима за заштиту Јевреја од Арапа
- Напад на јеврејски камион
- Британски војници превозе арапске таоце
- Торањ који је служио за посматрање током побуне